# 赤痢 (バンド)
赤痢（せきり）は、日本のパンクバンド。

## 概要
「ガールズ・パンク・バンドの先駆者的な存在」と呼ばれ、活動当時のみならず、後のガールズ・バンドに多大な影響を与えている。
ソニック・ユースのボーカルであるサーストン・ムーアが訪日時に赤痢のファンであることを公言するなど、日本国外のアーティストにもファンが多く、カリスマ的な人気を博した。岡村詩野は「関西パンク版ザ・ロネッツ」と評している。
音楽的には、ハードコア・パンク、ポップチューン、民族音楽の要素も取り入れており、独自のオルタナティヴ・ロックを展開したとして、評価が高い。

## メンバー
- ミユ（植村美友） ： ボーカル  1968年8月23日生
- クミコ（鈴木久美子） ： ギター　1968年6月2日生
- アヤ（大西あや） ： ドラム 　1968年10月1日生
- ユウ（奥村ゆう） ： ベース　　1968年5月18日生
- モアイ ： ベース

1989年春にベースのユウが脱退、夏に新ベーシストとしてモアイが加入。
1992年9月にモアイが脱退した後は、1994年3月にフジヤマ開店10周年を記念して行われたライブにはユウが一時的に復活するが、1995年の活動停止までトリオ編成で活動した。

## 略歴
1983年8月1日、京都にて、誰も楽器の演奏経験がない中学生同士で、ヴォーカルのミユを中心として結成される。
1985年にデビューEP『赤痢』をリリースした際にはメンバーは高校生であった。『赤痢』収録の「夢見るオマンコ」の歌詞は強烈なインパクトを与え、波紋を呼んだ。当初はコンチネンタル・キッズが主宰するインディーズ・レーベル「BEAT CRAZY」からEPをリリースしていたが、JOJO広重が主宰する「アルケミーレコード」に移籍する。メジャーデビューはせず、1995年まで関西を中心にインディーズシーンで断続的に活動した。
2013年には結成30周年を記念して10枚組ボックスセット『赤痢匣』とベスト盤『赤痢初期音源集』が発売された。
2017年には初CD化音源含むベスト盤『Secret File〜THE BEST OF SEKIRI〜』が発売された。

## ディスコグラフィ

### 音楽作品
1. 赤痢（7"EP、1985年、BEAT CRAZY）
2. PUSH PUSH BABY （12"EP、1987年、アルケミーレコード）
3. 私を赤痢に連れてって（LP、1988年、アルケミーレコード）
4. LOVE STAR （12"EP、1988年、アルケミーレコード）
5. 赤痢物語（CD、1989年、アルケミーレコード）
6. 今夜星光爛漫（7"EP、1990年、アルケミーレコード）
7. 赤痢Ⅱ（CD、1990年、アルケミーレコード）
8. SEKIRI（7"EP、1990年、Public Bath）
9. スイム・マヒマヒ（8cmCD、1991年、アルケミーレコード）
10. 赤痢谷（CD、1991年、アルケミーレコード）
11. NAKED SEKIRI（CD、1992年、アルケミーレコード）
12. THREE（CD、1995年、アルケミーレコード）
13. 赤痢の花園 〜TWIN VERY BEST COLLECTION〜（CD、2004年、テイチク）
14. 仏滅ラプソディ〜THE BEST OF SEKIRI〜（CD、2012年、テイチク）
15. 赤痢匣（9CD＋1DVD BOX、2013年、YOUTH INC.）
16. 赤痢初期音源集（CD、2013年、YOUTH INC.）
17. Secret File〜THE BEST OF SEKIRI〜（CD、2017年、テイチク）

### 参加作品
1. WE ARE BEAT CRAZY（CD、1986年、キャプテンレコード）
オムニバス・アルバム。2曲参加。
2. Taste Of Wild West 1（CD、1990年、WAX）
3. WE ARE BEAT CRAZY 2011（CD、2011年）

### 映像作品
1. LIVE and VACATION（VHS、アルケミーレコード）
2. LIVE and HAWAIIAN（VHS、アルケミーレコード）
3. Oh!MORO（VHS、○か×）
4. 半透明にして下さい（1994年、VHS、フジヤマ）